# Romankiwci
Romankiwci (ukr. Романківці) – wieś na Ukrainie, w obwodzie czerniowieckim, w rejonie dniestrzańskim, w hromadzie Sokiriany. W 2001 liczyła 5066 mieszkańców, spośród których 5007 posługiwało się językiem ukraińskim, 42 rosyjskim, 14 mołdawskim, 1 rumuńskim, a 2 innym.
Znajduje tu się stacja kolejowa Romankiwci, położona na linii Czerniowce – Ocnița.